# James LuValle
James Ellis "Jimmy" LuValle, född 10 november 1912 i San Antonio i Texas, död 30 januari 1993 i Te Anau i Nya Zeeland, var en amerikansk friidrottare.
LuValle blev olympisk bronsmedaljör på 400 meter vid sommarspelen 1936 i Berlin